# Opel Blitz
Opel Blitz (“rayo” en alemán) es el nombre que recibieron diversos camiones ligeros y medios producidos por el fabricante alemán de automóviles Opel entre 1930 y 1975. El logo original de este modelo, compuesto por dos franjas dispuestas en forma de “Z” estirada horizontalmente, evocando la silueta de un rayo, sigue apareciendo a día de hoy en el logo de Opel.

## Historia

### 1930
Opel había sido una compañía subsidiaria de General Motors (GM) desde 1929 y, durante los años previos a la Segunda Guerra Mundial, fue el principal fabricante de camiones de Alemania. El nombre de Blitz, que surgió en un concurso, se empleó por primera vez en 1930 para denominar a un camión fabricado por Opel.

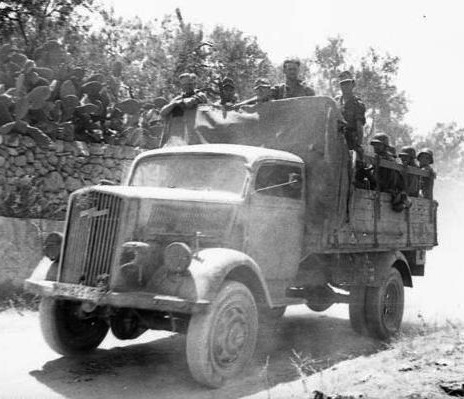
Blitz, un camión de peso medio de la Wehrmacht, Italia, 1944.

En 1934 se ofrecían cuatro versiones del modelo básico de 1 tonelada y catorce versiones del modelo superior, de 2 y 2,5 toneladas. En el contexto de la economía nazi y el rearme alemán, las autoridades ordenaron en 1935 la construcción de la factoría de Opel en Brandeburgo, donde fueron producidos más de 130.000 camiones Blitz hasta 1944. Las versiones de peso medio equipaban inicialmente un motor de gasolina de cabeza plana que desarrollaba 68 CV, procedente del GM Buick Marquette de 1930, que fue reemplazado en 1937 por un moderno motor de seis cilindros en línea con válvulas en cabeza y 75 CV, empleado también en un turismo del mismo fabricante, el Opel Admiral. Este motor era muy similar a los motores Chevrolet de la época; tanto era así que los Blitz averiados que los alemanes dejaban abandonados en su huida podían volver a funcionar gracias a las piezas de Chevrolet y GMC que usaban los aliados.

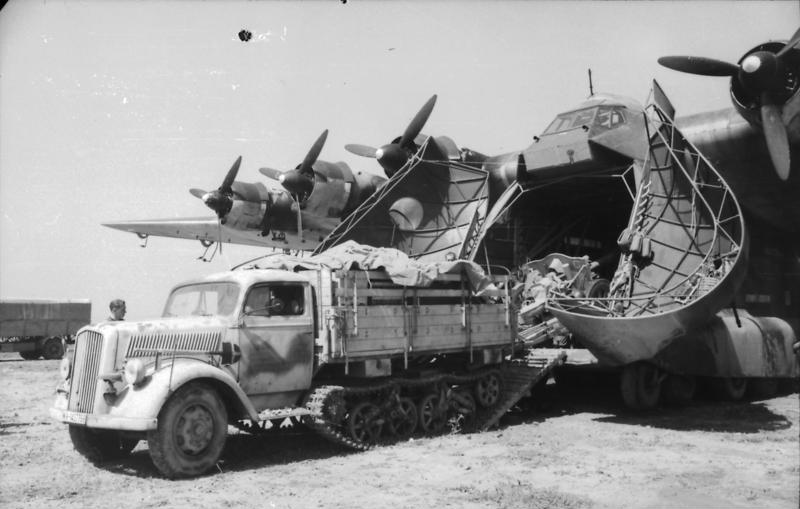
Opel Maultier remolcando una pieza de artillería del interior de un Me-323.

A partir de 1939, la fiable versión 3.6 de 3 toneladas del Blitz fue muy utilizada por la Wehrmacht durante la Segunda Guerra Mundial. Entre las variantes derivadas hubo una versión alargada e incluso una de tracción total, el Biltz A. Para hacer frente a las deficientes condiciones de las carreteras y al rasputitsa, o “estación del fango”, en el Frente Oriental, se fabricó un vehículo semioruga de dos toneladas conocido como Maultier -mula- (Gleisketten Lastkraftwagen 2t, offen (Maultier) (Sd. Kfz. 3a), empleando orugas y suspensiones basadas en el blindado Universal Carrier. El Maultier fue utilizado, entre otros, como vehículo de servicio para la aeronave de transporte militar Messerschmitt Me 323. Se afirma también que Opel, siendo subsidiaria de GM, usó trabajadores forzados para obtener unos beneficios económicos sin precedentes. Sigue siendo objeto de debate hasta qué punto GM controlaba Opel en aquella época, pero está claro que GM contribuyó a que la Alemania Nazi tuviera el camión Blitz.
El modelo básico ligero se fabricó en Rüsselsheim bajo la denominación Blitz 2.5 hasta 1942 y, de nuevo, a partir de 1946, equipado con el motor Opel Super 6 de 55 CV. El 6 de agosto de 1944, la fábrica de Opel en Brandenburgo fue destruida en un bombardeo aéreo de la fuerza aérea británica (RAF). Hasta el final de la guerra, unos 2.500 camiones Blitz 3.6 fueron fabricados por orden del Ministro de Armamento Albert Speer en la planta del rival Daimler Benz AG situada en Mannheim, lo cual obligó a este fabricante a detener la producción de su propio modelo Mercedes-Benz L3000. Tras la guerra, las instalaciones de Brandenburgo fueron completamente desmanteladas a instancias de la Administración Militar Soviética, pero Daimler-Benz continuó fabricando el Blitz 3.6 en Mannheim bajo la denominación L701 hasta 1949. Los últimos 467 camiones medios fueron fabricados nuevamente por Opel en Rüsselsheim, hasta que la producción tocó a su fin en 1954 sin que hubiera sucesor.

### Posguerra

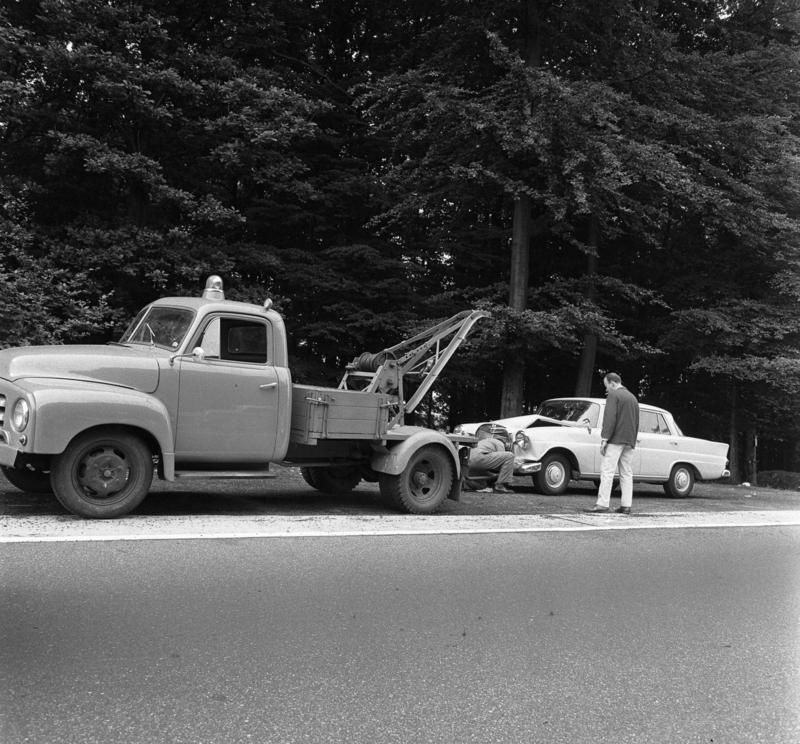
Vehículo de asistencia Opel Blitz remolcando un Mercedes-Benz W110, 1962.

Opel presentó en 1952 el modelo básico con un moderno diseño redondeado que recordaba a las camionetas estadounidenses. La oferta consistía en una versión de 1,75 toneladas con carrocería cerrada o plataforma abierta. Durante la década de los 50, los camiones Blitz siguieron estando basados en el chasis de preguerra y equipando el motor de gasolina de seis cilindros en línea. Opel mantuvo su liderazgo en el mercado de camiones ligeros a pesar de la fuerte competencia, en especial por parte del Mercedes-Benz L 319 de nuevo diseño, lanzado en 1955, y del Ford FK, así como de las furgonetas Hanomag y Borgward. Hubo también una versión de transporte de pasajeros realizada por Kässbohrer Fahrzeugwerke entre 1953 y 1956.
El Opel Blitz A, lanzado en 1960, se distinguía por un capó más corto. No obstante, las cifras de ventas descendieron debido a que el modelo de 1,9 toneladas seguía estando limitado al motor de gasolina del Opel Kapitän, el cual era mucho menos económico que un motor diésel.
El Opel Blitz B salió al mercado en 1965 y fue el último camión Blitz. Montaba versiones de cuatro cilindros y 1,9 litros o seis cilindros y 2,5 litros del nuevo motor CIH, empleado también en los modelos contemporáneos Rekord y Commodore, aunque los motores del Blitz tenían un menor rendimiento y estaban adaptados a un uso industrial. Para hacer frente a la fuerte competencia del popular Mercedes-Benz T2, Opel por fin empezó a ofrecer en 1968 un motor diésel Indenor XDP 4.90 de 2.100 cm³, pero ya era demasiado tarde para recuperar la cuota de mercado perdida. Opel GM decidió no desarrollar un sucesor para el Blitz, de modo que la producción de vehículos comerciales Opel cesó definitivamente en 1975.

### Sucesor
Siguiendo la política empresarial de General Motors, entre 1973 y 1987 se comercializó un modelo sucesor, en algunos mercados, el Bedford Blitz fabricado por Bedford Vehicles y basado en el Bedford CF. Desde 1998, Opel vuelve a tener en su gama un vehículo comercial ligero, el Movano, basado en el Renault Master.

## Galería

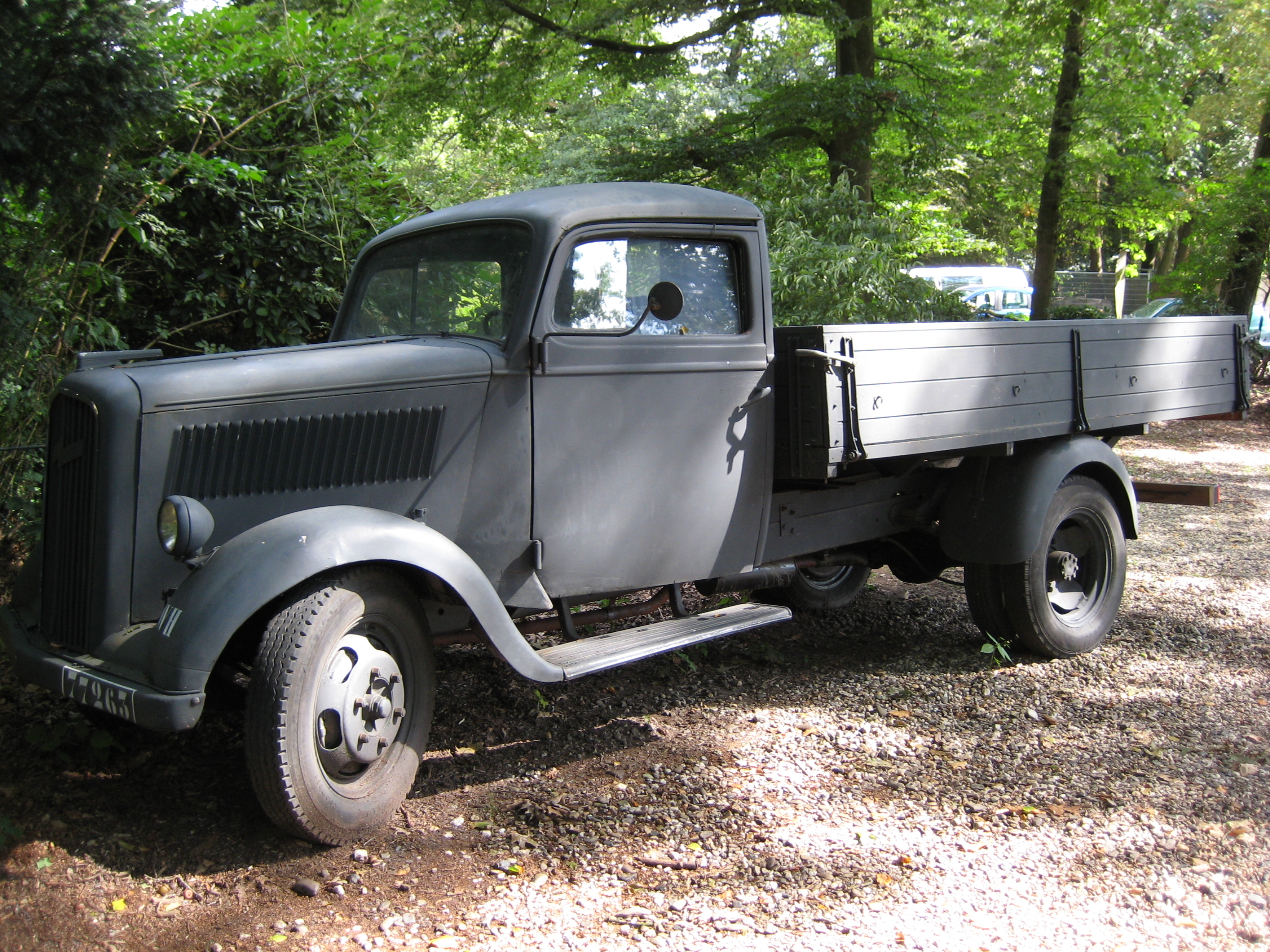
Modelo básico Blitz 2.5.
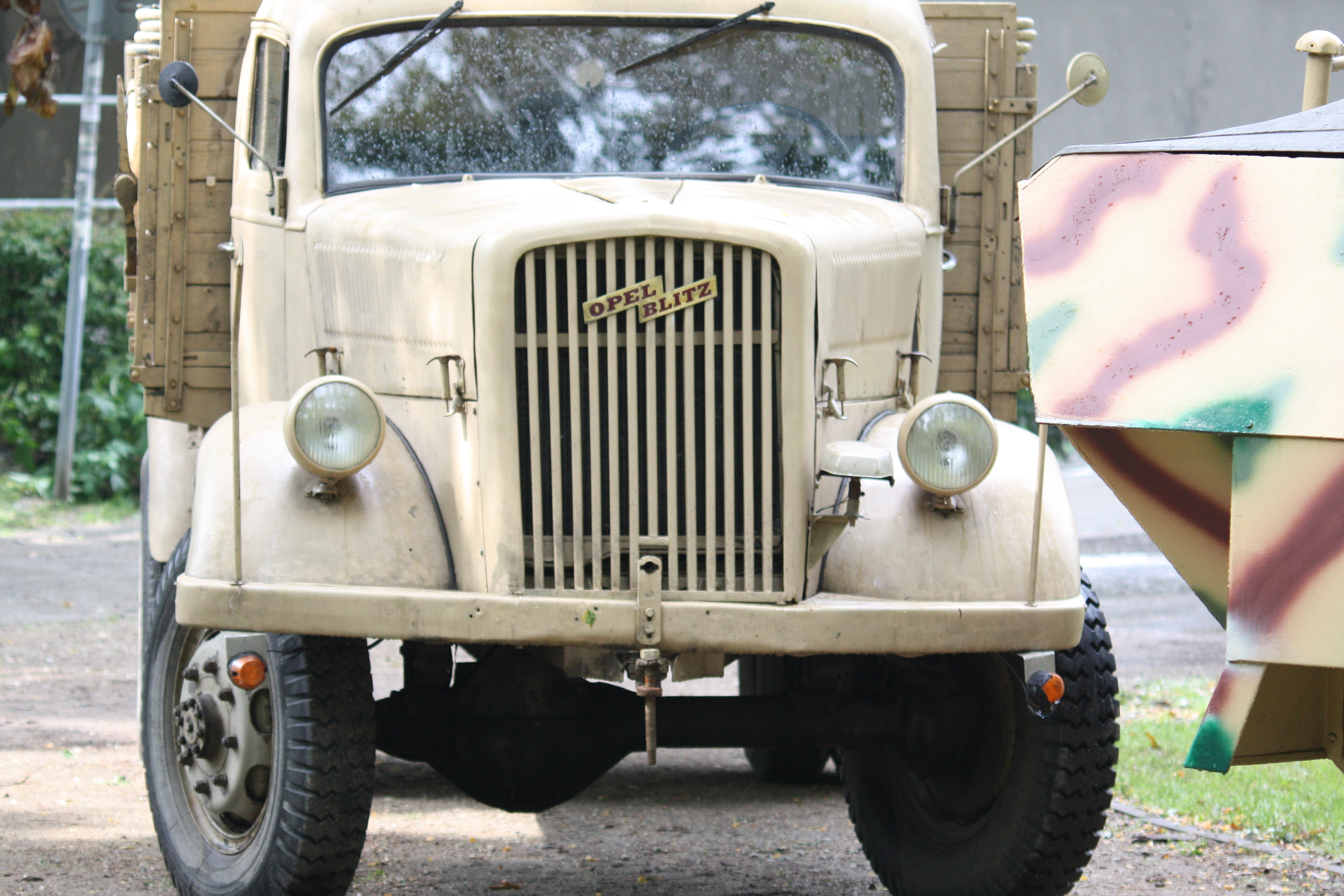
Blitz A 3.6 de tracción a las cuatro ruedas con faros de camuflaje.
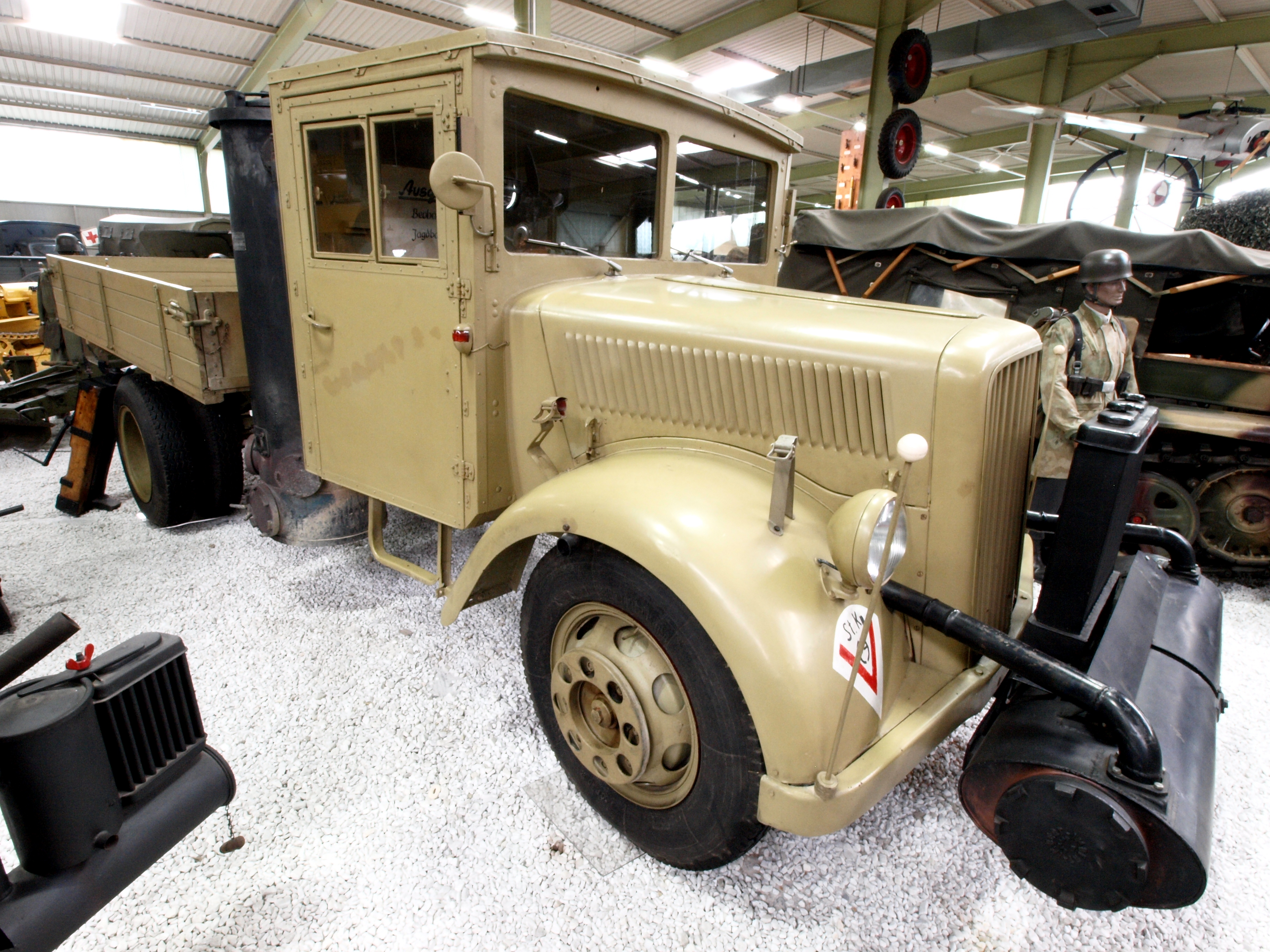
Copia de Daimler-Benz L 701 con gasógeno.
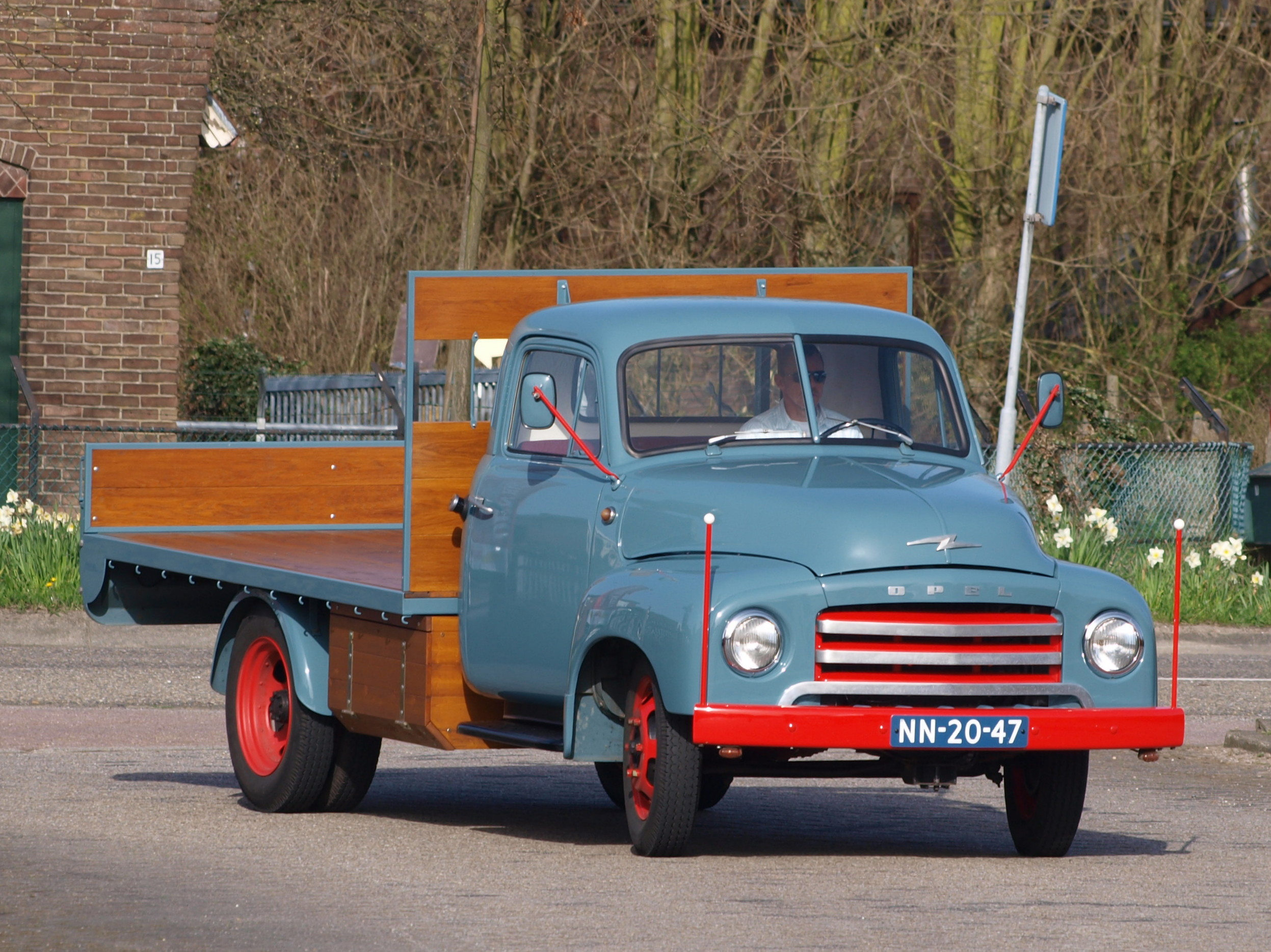
Camioneta de la década de 1950.
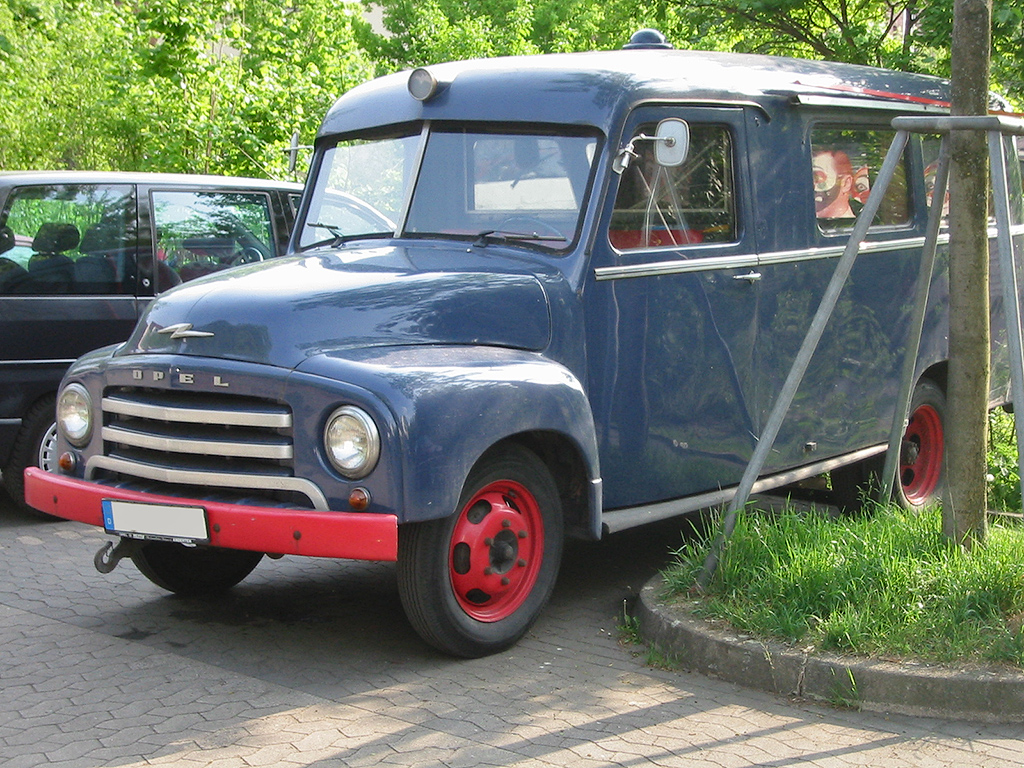
Furgoneta de la década de 1950.
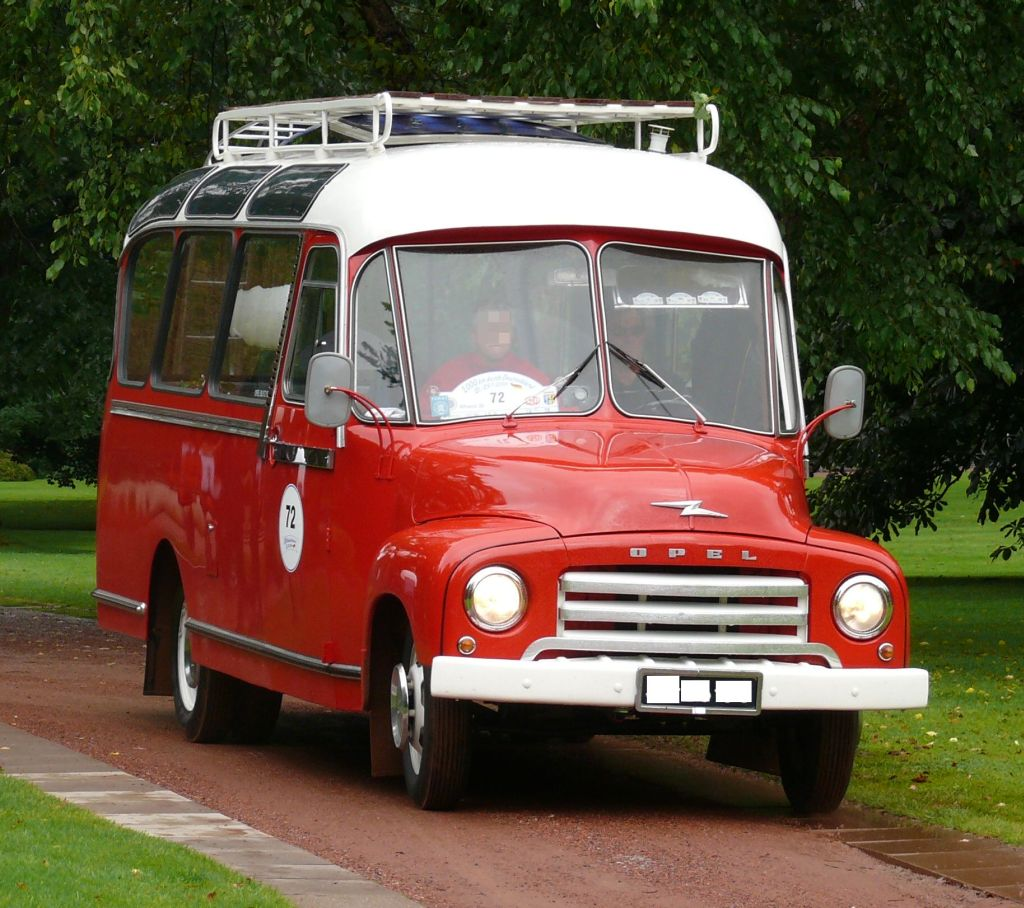
Autobús de la década de 1950.
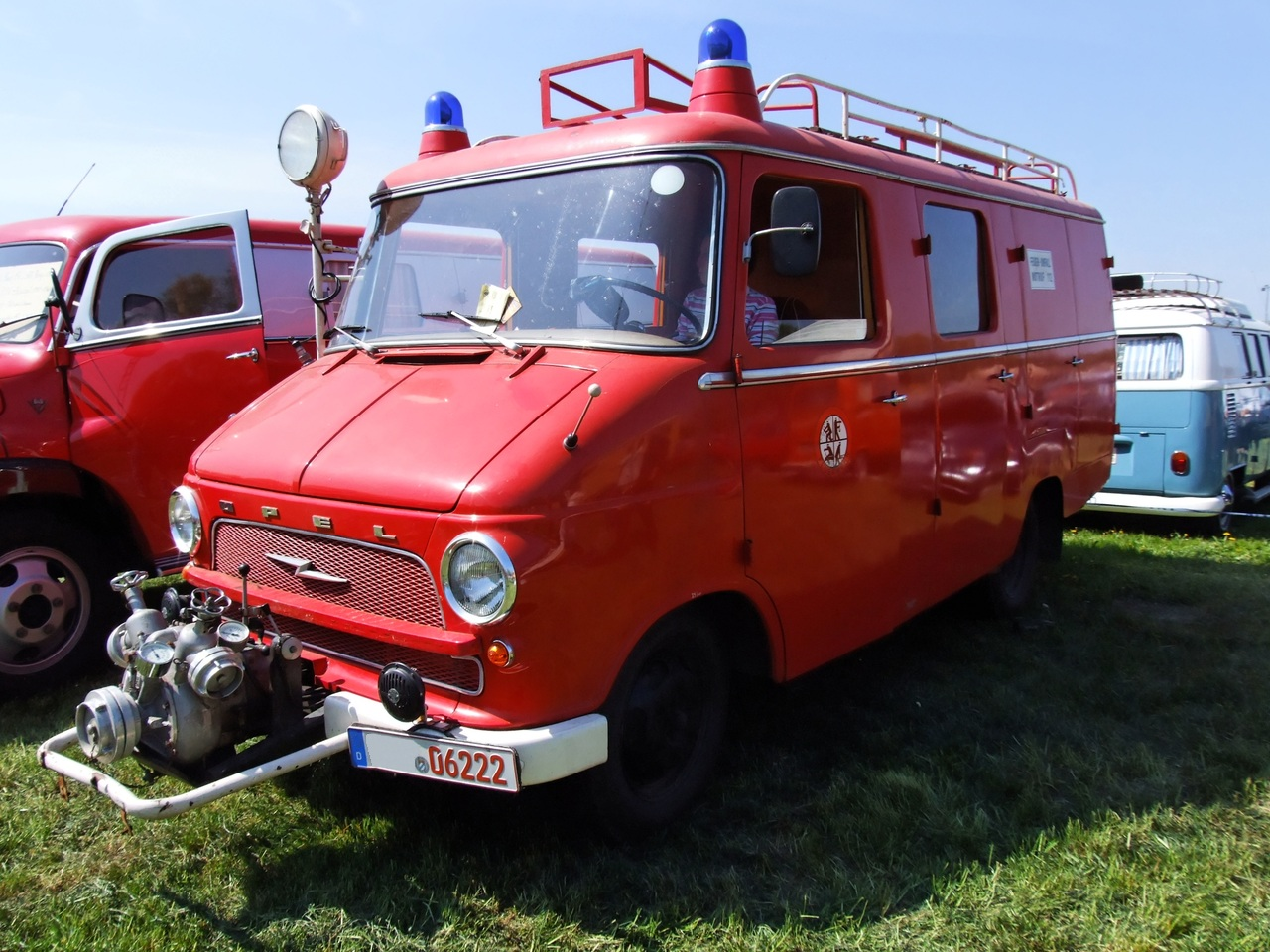
Camión de bomberos de 1960.
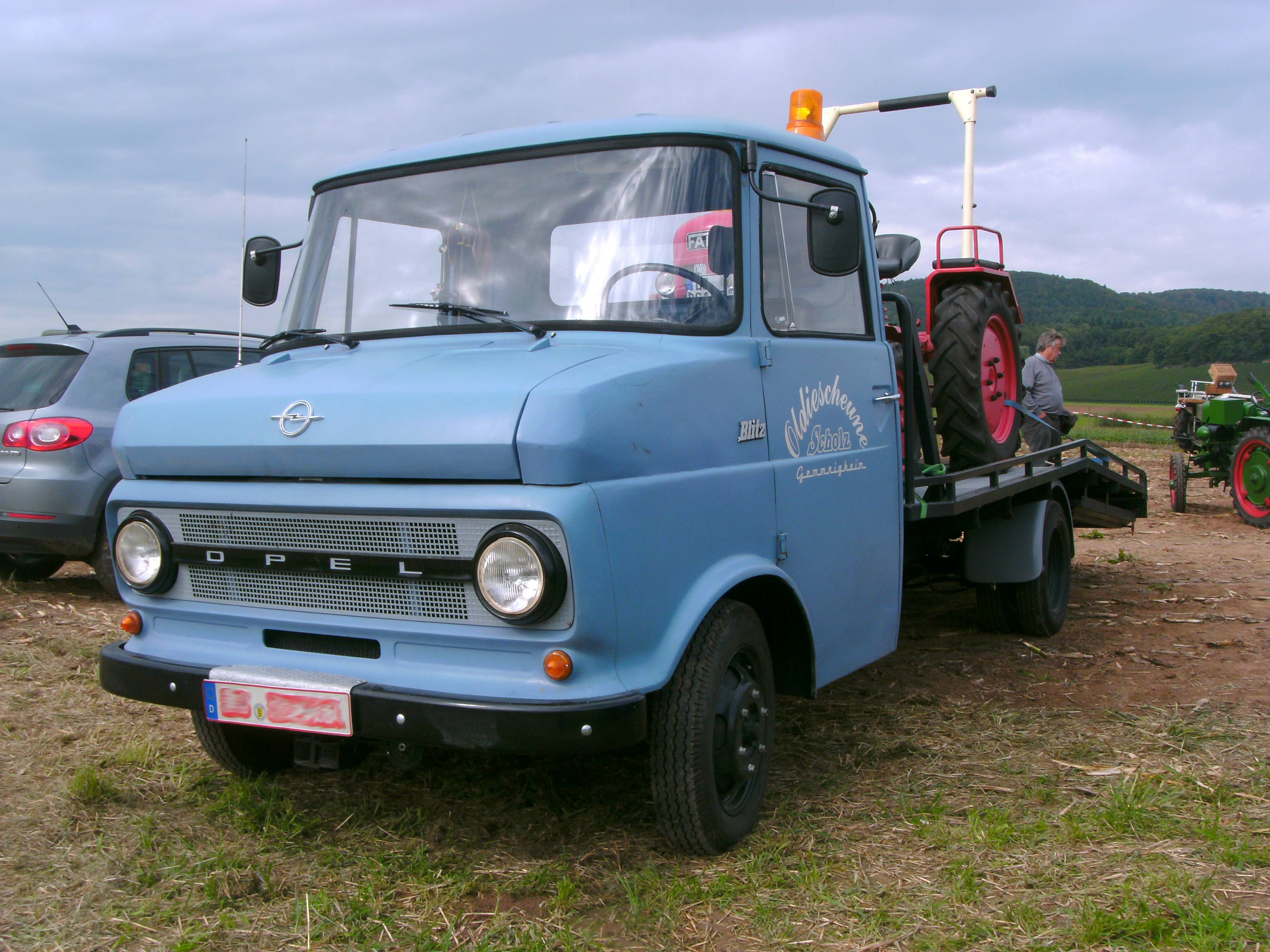
Camioneta de 1965.
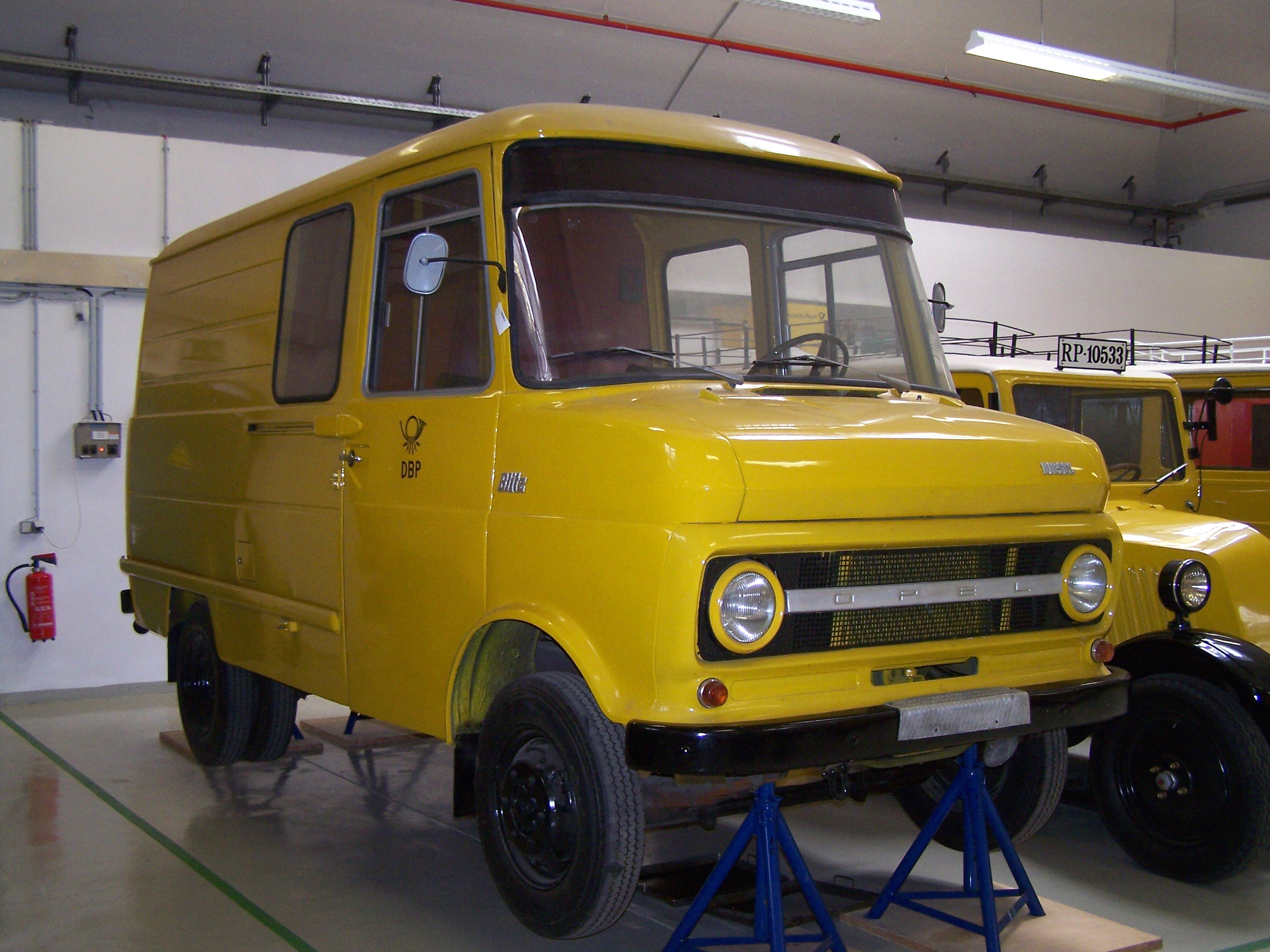
Furgoneta del Deutsche Bundespost de 1965.
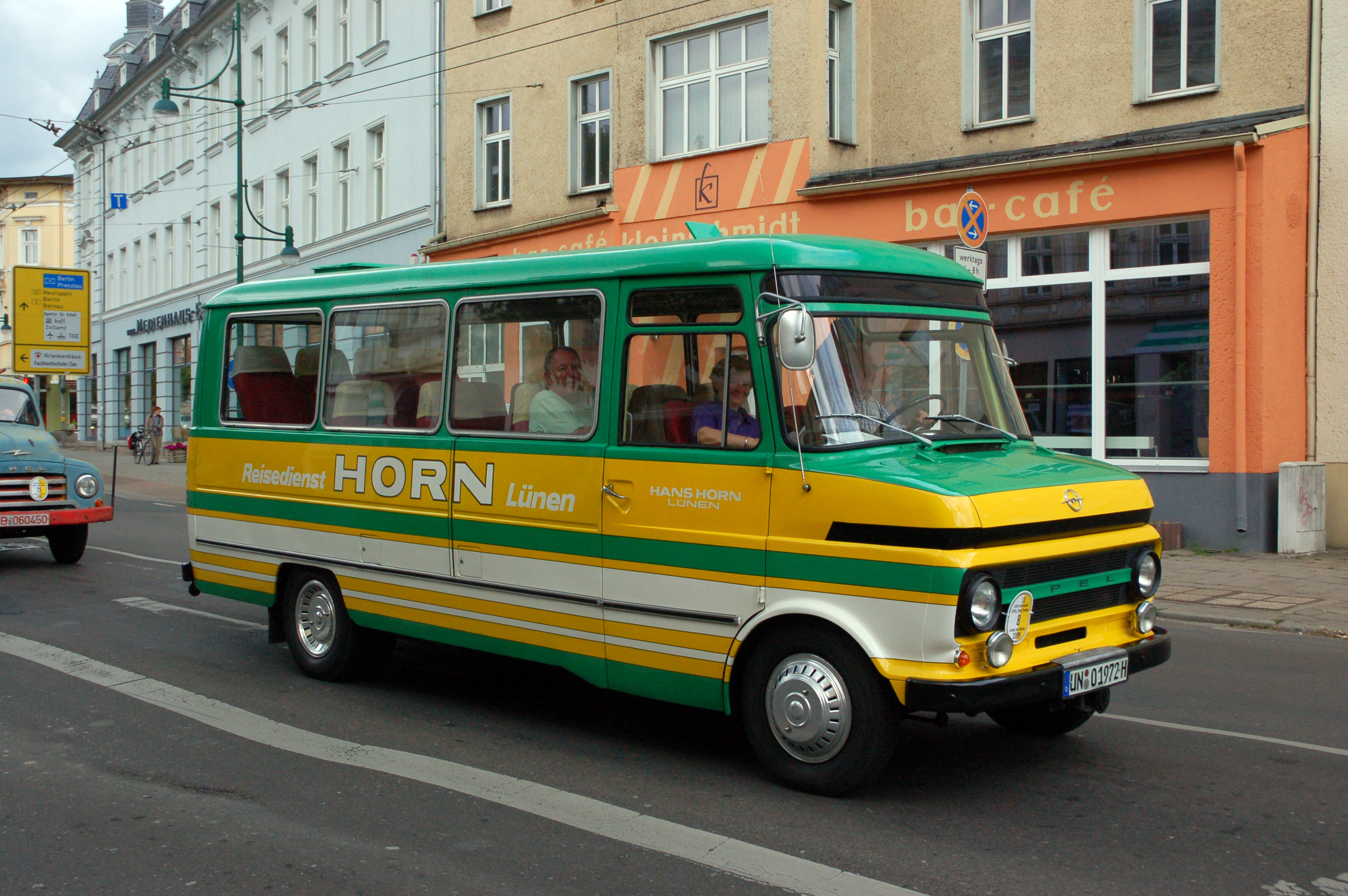
Autobús de 1965.
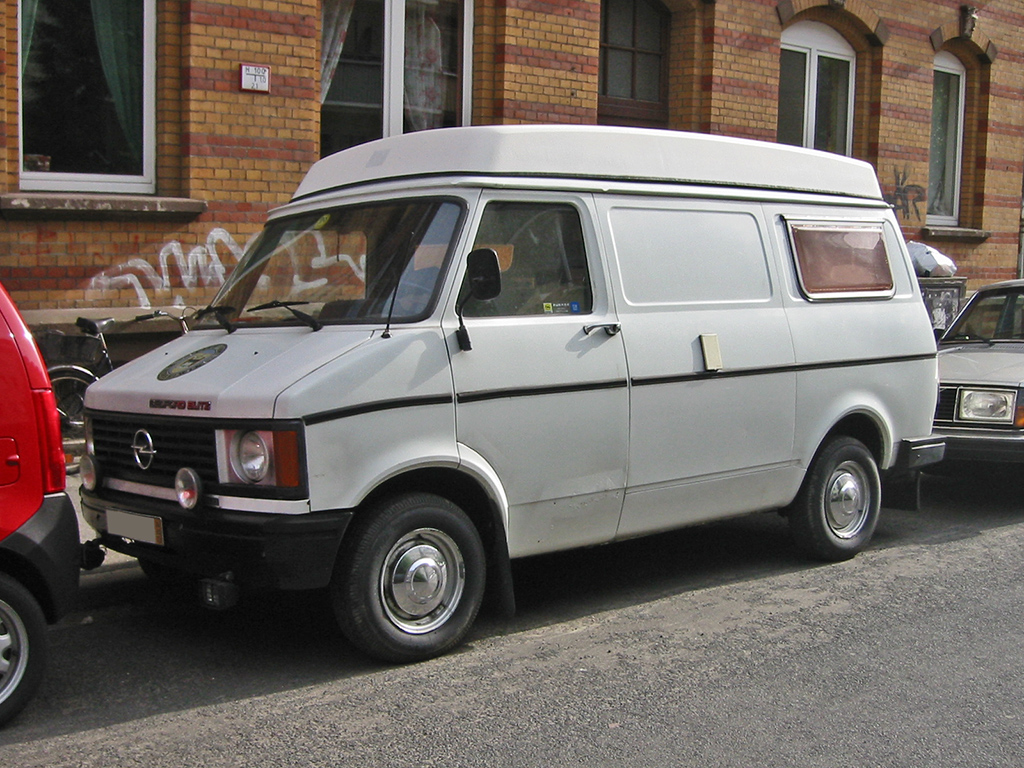
Bedford Blitz de 1980.